# Alexandre Tišma
Alexandre Tišma (Aleksandar Tišma), né le 16 janvier 1924 à Horgoš (Voïvodine) et mort le 16 février 2003 à Novi Sad (Voïvodine), est un écrivain serbe.

## Biographie
Fils d'un marchand chrétien serbe et d'une femme au foyer juive hongroise, il grandit dans la ville alors multi-ethnique de Novi Sad. Outre le serbe et le hongrois, il apprend à parler couramment l'allemand et le français grâce à un professeur privé qui lui enseigne à domicile. Il fréquente également l'école de Novi Sad, dont il sort diplômé en 1942. 
À Belgrade, il séjourne quelques mois afin de poursuivre ses études d'allemand et de français et pour apprendre l'anglais. Il déménage avec des amis à Budapest pour échapper à des arrestations massives dans les territoires occupés par les nazis de Yougoslavie. Il entreprend des études d'économie et des langues romanes. En 1944, il est enrôlé dans un camp de travail en Transylvanie pour creuser des tranchées contre l'avancée de l'Armée rouge. Après la dissolution du camp de travail, il participe, à partir de novembre 1944, au mouvement de libération du peuple en partie.
En 1993, après avoir pris position contre le régime de Slobodan Milošević, il est venu vivre en France. Ce n'est qu'en octobre 2000 qu'il reviendra à Novi Sad, ville qui tient une place importante dans son œuvre.
Il amorce sa carrière littéraire en publiant de la poésie, avant de se consacrer, pour l'essentiel, au roman et à la nouvelle. Il est lauréat du prix NIN en 1976 pour L'Usage de l'homme (Upotreba čoveka).

## Œuvres

### Romans
- Za crnom devojkom (1969) Publié en français sous le titre La Jeune Fille brune, traduit par Madeleine Stevanov, Lausanne, L'Âge d'Homme, coll. « Classiques slaves », 1992  (ISBN 2-8251-0305-5) ; réédition, Paris, Motifs, coll. « Motifs » no 308, 2008  (ISBN 978-2-268-06455-0)
- Knjiga o Blamu (1971-1972) Publié en français sous le titre Le Livre de Blam, traduit par Madeleine Stevanov, Paris, Julliard / l'Âge d'Homme, 1986  (ISBN 2-260-00477-6) ; réédition, Paris, UGE, coll. « 10/18. Domaine étranger » no 2349, 1993  (ISBN 2-264-01563-2)
- Upotreba čoveka (1976) Publié en français sous le titre L'Usage de l'homme, traduit par Madeleine Stevanov, Paris, Julliard / l'Âge d'Homme, 1985  (ISBN 2-260-00434-2) ; réédition, Paris, UGE, coll. « 10/18. Domaine étranger » no 2348, 1993  (ISBN 2-264-01567-5)
- Begunci (1981)
- Kapo (1987) Publié en français sous le titre Le Kapo, traduit par Madeleine Stevanov, Paris, éditions de Fallois / L'Âge d'Homme, 1989  (ISBN 2-87706-020-9)
- Vere i zavere (1983) Publié en français sous le titre Croyances et Méfiances, traduit par Madeleine Stevanov, Lausanne, L'Âge d'Homme, coll. « Classiques slaves », 1987 (BNF 35006591)
- Široka vrata (1989) Publié en français sous le titre La Porte béante, traduit par Madeleine Stevanov, Lausanne, L'Âge d'Homme, coll. « Amers : littérature » no 7, 1999  (ISBN 2-8251-0982-7)
- Koje volimo (1990) Publié en français sous le titre Celles qu'on aime, traduit par Madeleine Stevanov, Lausanne, L'Âge d'Homme, coll. « Classiques slaves », 1994 (BNF 35750670)

### Recueils de nouvelles
- Krivice (1965)
- Nasilje (1965)
- Mrtvi ugao (1973)
- Povratak miru (1977)
- Škola bezbožništva (1978) Publié en français sous le titre L'École d'impiété, traduit par Catherine de Leobardy, Lausanne, L'Âge d'Homme, coll. « Bibliothèque L'Âge d'Homme. Série slave », 1981 (BNF 34657228) ; réédition, Monaco/Paris, éditions du Rocher, no 279, 2007  (ISBN 978-2-268-06128-3)
- Bez krika (1980) Publié en français sous le titre Sans cris, traduit par Madeleine Stevanov, Lausanne, L'Âge d'Homme, coll. « Classiques slaves », 1990 (BNF 35102415)
- Hiljadu i druga noć (1987) Publié en français sous le titre Une nouvelle que je n'ai pas écrite, traduit Gojko Lukić et Gabriel Iaculli, Paris, Le Serpent à Plumes, coll. « Fiction étrangère », 2007  (ISBN 978-2-268-06140-5)

### Poésie
- Naseljeni svet (1956)
- Krčma (1961)

### Essais
- Pre mita (1989)
- Pesme i zapisi (2001)

### Théâtre
- Dozvoljene igre (2000)

### Autres publications
- Drugde (1963), journal de voyage
- Šta sam govorio (1996), interviews
- Dnevnik 1942-2001 (2001), interviews